# Albatross (musikgrupp)
Albatross är ett finlandssvenskt dansband. Det bildades i Korsholm 1984.
Medlemmar:
- Stig Beijar, bas, snack
- Dan Häggblom, keyboard, piano, sång
- Teresa Witting Eklöv, gitarr, sång
- Svante Betlehem, keyboard, dragspel, sång
- Hans Bergström, trummor

Bandet spelade in fyra hellånga album, med namn "Dansromantik" 1, 2, 3 och 4
Bandet lades ner efter mycket framgångsrika år 1991, då bandets sångerska och frontfigur flyttade till Bolivia för att jobba i ett anti-narkotika-projekt.